# Katie Hayward
Katie Hayward (* 23. Juli 2000) ist eine australische Geherin.

## Leben
Katie Hayward stammt aus dem australischen Bundesstaat Queensland. In ihrer Kindheit betrieb sie Sportarten wie Fußball, Tanzen und Nippers, eine Art des Rettungsschwimmens. Im Alter von 10 Jahren begann sie bei den Gold Coast Little Athletics mit der Leichtathletik und gewann auf Anhieb ihren ersten Wettkampf im Gehen. Sie ist Studentin am Griffith Sports College.

## Sportliche Laufbahn
Hayward bestritt im Jahr 2013 ihre ersten überregionalen Wettkämpfe im Gehen. Während ihrer Zeit bei den Junioren brach sie mehrere Nationalrekorde in den Altersklassen U18 und U20. 2015 und 2016 siegte sie bei den Australischen U16- bzw. U17-Meisterschaften. 2017 wurde sie auf der 10.000-Meter-Distanz zum ersten Mal Australische Meisterin. 2021 wiederholte sie den Erfolg. 2018 bestritt sie ihren ersten Wettkampf im Ausland, wurde beim Geher-Cup des Weltverbandes in China allerdings disqualifiziert. Im Sommer nahm sie an den U20-Weltmeisterschaften in Tampere teil. Über 10.000 Meter belegte sie mit Bestzeit von 45:10,42 min den fünften Platz. 2019 bestritt Hayward ihren ersten Wettkampf auf der 20-km-Distanz. Mit einer Zeit von 1:29:25 h lief sie die damals drittschnellste Zeit einer Australierin auf dieser Distanz und qualifizierte sich damit auch für die Weltmeisterschaften in Doha. Zuvor ging sie im Juli bei der Universiade in Neapel an den Start, bei der sie den Sieg davontragen konnte. Bei den Weltmeisterschaften Ende September wurde sie im Laufe des Wettkampfes disqualifiziert. 2021 qualifizierte sich Hayward zum ersten Mal für die Olympischen Sommerspiele. Den Wettkampf in Sapporo beendete sie nach 1:38:11 h auf dem 37. Platz.

## Wichtige Wettbewerbe
| Jahr                   | Veranstaltung           | Ort                    | Platz                  | Disziplin              | Weite                  |
| Startet für Australien | Startet für Australien  | Startet für Australien | Startet für Australien | Startet für Australien | Startet für Australien |
| ---------------------- | ----------------------- | ---------------------- | ---------------------- | ---------------------- | ---------------------- |
| 2018                   | U20-Weltmeisterschaften | Tampere                | 5.                     | 10.000 m Bahngehen     | 45:10,42 min           |
| 2019                   | Ozeanienmeisterschaften | Townsville             | 2.                     | 10.000 m Bahngehen     | 43:50,84 min           |
| 2019                   | Universiade             | Neapel                 | 1.                     | 20 km Gehen            | 1:33:30 h              |
| 2019                   | Weltmeisterschaften     | Doha                   |                        | 20 km Gehen            | DSQ                    |
| 2021                   | Olympische Sommerspiele | Tokio                  | 37.                    | 20 km Gehen            | 1:38:11 h              |
| 2022                   | Ozeanienmeisterschaften | Mackay                 | 3.                     | 10.000 m Bahngehen     | 46:14,77 min           |

## Persönliche Bestleistungen
Freiluft
- 5000-m-Bahngehen: 21:39,03 min, 22. Oktober 2016, Brisbane
- 10.000-m-Bahngehen: 43:46,05 min, 15. April 2021, Sydney
- 10-km-Gehen: 45:57 min, 11. Februar 2018, Adelaide
- 20-km-Gehen: 1:29:25 h, 10. Februar 2019, Adelaide